# Przemysławiec
Przemysławiec – osada leśna w Polsce położona na Równinie Słupskiej w województwie zachodniopomorskim, w powiecie sławieńskim, w gminie Sławno.
W latach 1975–1998 miejscowość administracyjnie należała do województwa słupskiego.
Na starych mapach oznaczony jako Krakowiany. Obecnie Krakowiany to nazwa leśnictwa i lasu.
Zobacz też: Przemysław